# FloraHolland
FloraHolland és una societat cooperativa neerlandesa de productors de flors i la més important de les cases de subhasta per la venda de flors en el món. La societat està implantada a sis localitats : Aalsmeer, Naaldwijk, Rijnsburg, Venlo, Bleiswijk i Eelde.
La societat cooperativa va registrar una facturació de 4,5 milions d'euros l'any 2014.
Les flors són en la seva quasi-totalitat destinades a l'exportació. Són produïdes als Països Baixos, Kenya, Israel, Etiòpia, Equador i Alemanya. Els principals clients majoristes provenen d'Alemanya, Regne Unit, França, Bèlgica i Itàlia.

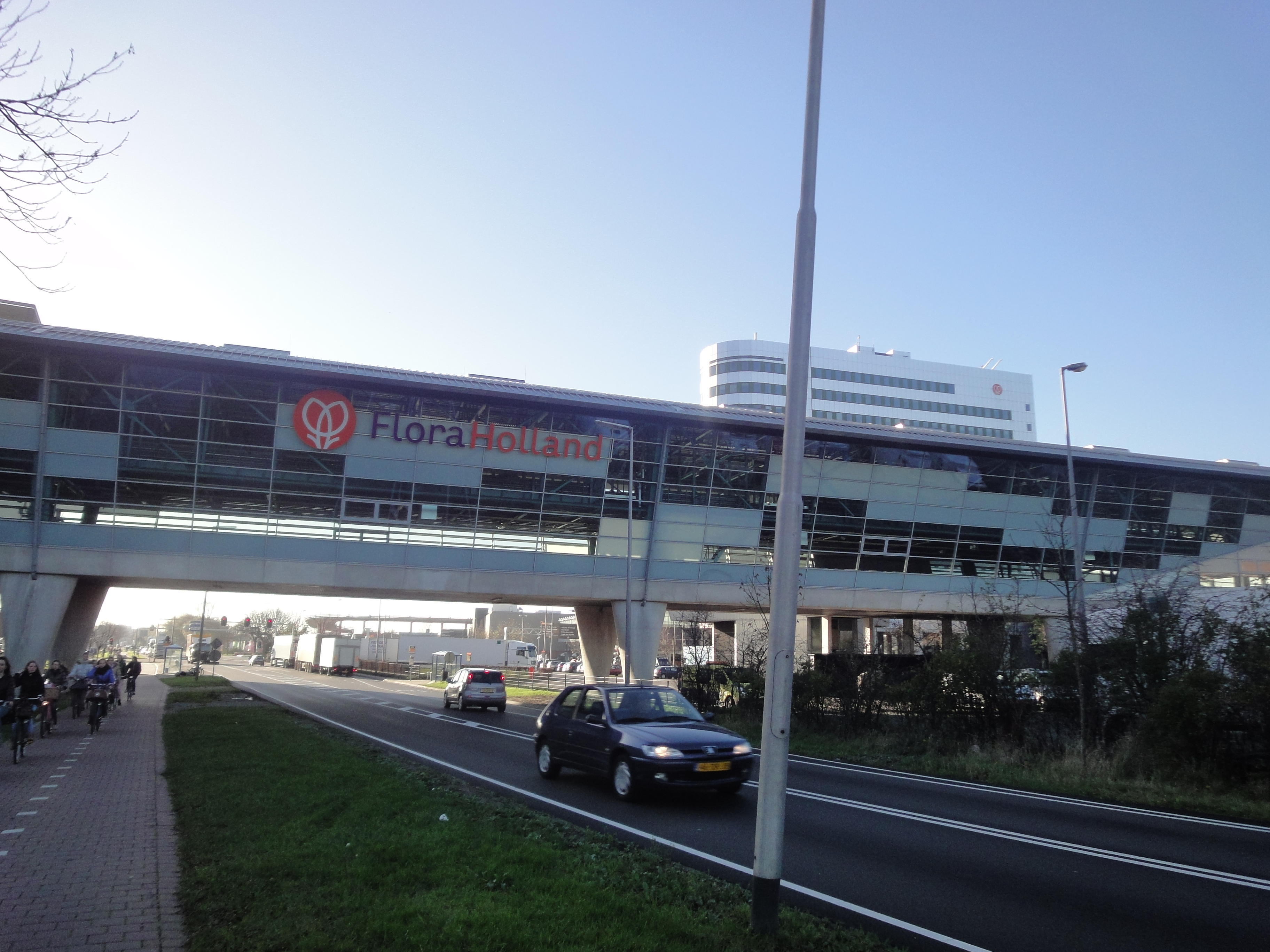
Instal·lacions de Naaldwijk

El mercat a les flors d'Aalsmeer és el lloc més important de la societat perquè alberga el tercer magatzem més gran del món amb els seus 990.000 m2 on es subhasten les flors. FloraHolland utilitza el sistema de subhasta a la baixa. Aquest sistema fou inventat l'any 1870 amb la finalitat de perdre menys temps en les negociacions. Les flors són un producte perible, que ha de ser venut dins de les següents 48 hores. Aquest principi de subhasta invertida consisteix a baixar el preu per centims d'euro fins que el lot troba prenedor. Tenen una durada de tres hores, i les flors comprades després són directament embalades i carregades en camions o avions per al seu lliurament a tot Europa.